# Сосновый чиж
Сосно́вый чиж (лат. Spinus pinus) — птица семейства вьюрковых отряда воробьинообразных. Встречается в Северной Америке.

## Описание
Сосновый чиж достигает длины 13 см, имеет коричневатое оперение с бледной нижней стороной, тонкие коричневатые и широкие жёлтые полоски на крыльях и жёлтые пятна у основания хвоста. Самец чаще более желтоватый. Хвост вилочковый.

## Местообитание
Сосновый чиж живёт в хвойных лесах, парках и лугах в Северной Америке, от Аляски до мексиканских гор. Северные популяции зимуют на юге.

## Образ жизни
Вне брачного периода птицы объединяются в стаи до сотен особей. Питаются семенами берёз, ольхи и кедров, а также насекомыми и почками, которых они находят на земле или на деревьях.

## Размножение
Сосновый чиж гнездится небольшими колониями. Чашеобразное гнездо на хвойном дереве из травы, корней и мха выстилается изнутри пухом чертополоха, шерстью животных и перьями. Самка насиживает кладку из 3—4 яиц почти непрерывно и почти не покидает гнездо. В это время самец снабжает её кормом.